# Die Pietisterey im Fischbein-Rocke
Die Pietisterey im Fischbein-Rocke von Luise Adelgunde Victorie Gottsched, 1736 zunächst anonym veröffentlicht, ist eine Komödie der frühen Aufklärungszeit. In dem Drama wird die protestantische Bewegung des Pietismus satirisch kritisiert.

## Inhalt
Handlungsort ist das Haus der Familie Glaubeleicht im preußischen Königsberg. Während sich der Mann des Hauses zwei Jahre geschäftlich in England aufhält, gelingt es den Pietisten, Einfluss auf die Familie zu nehmen. Wie ihr Name schon sagt, glaubt Frau Glaubeleicht(in) den Pietisten blind. Der Magister Scheinfromm vermag die Gelegenheit zu nutzen, indem er die geplante Heirat zwischen der jüngsten Tochter und Herrn Liebmann zu verhindern versucht. Er möchte an Stelle des eigentlich vorgesehenen Bräutigams seinen Verwandten Herrn Muckersdorff setzen. Dabei soll ein Ehevertrag geschlossen werden, der das gesamte Vermögen der Familie Glaubeleicht auf Muckersdorff überträgt. Im letzten Moment können die hinterlistigen Machenschaften des Magisters durch den Schwager Wackermann aufgedeckt und verworfen werden. Der Frau Glaubeleichtin werden die Augen geöffnet und einer glücklichen Liebesheirat steht nun nichts mehr im Wege.

## Figuren im Werk

### Figurenkonstellation
- Frau Glaubeleichtin
  - Frau des Herrn Glaubeleicht
  - Mutter der Jungfern Dorchen und Luischen
  - Anhängerin der pietistischen Bewegung
  - Unterstützt die Liebesheirat ihrer Tochter Luischen nicht
  - Möchte die Bildung ihrer beiden Töchter sicherstellen und sie zu frommen Bürgerinnen erziehen
- Herr Glaubeleicht
  - Mann der Frau Glaubeleichtin
  - Befindet sich nahezu während der gesamten Ereignisse auf einer Geschäftsreise
  - Möchte seiner Tochter den Wunsch der Liebesheirat ermöglichen
- Herr Wackemann
  - Ein Obrister
  - Bruder des Herrn Glaubeleicht
  - Unterstützt die Liebesheirat der Jungfer Luischen
  - Misstraut dem Magister und seinen Absichten und deckt seinen Betrug letztendlich auf
  - Spricht sich gegen die weibliche Gelehrtheit aus
- Jungfer Luischen
  - Jüngere Tochter der Eheleute Glaubeleicht
  - Ist mit Herrn Liebmann verlobt und möchte diesen heiraten
- Herr Liebmann
  - Verlobter von Jungfer Luischen
- Jungfer Dorchen
  - Älteste Tochter der Eheleute Glaubeleicht
  - Empfindet Eifersucht und Schadenfreude gegenüber ihrer Schwester
- Cathrine
  - Hausmädchen der Frau Glaubeleichtin
- Magister Scheinfromm
  - Anhänger der pietistischen Bewegung
  - Verwandt mit Herrn Muckersdorff
  - Möchte Jungfer Luischen mit seinem Vetter verheiraten und so an das Vermögen der Familie gelangen
  - Überzeugt Frau Glaubeleichtin von Verheiratung ihrer Tochter mit seinem Vetter
- Herr von Muckersdorff
  - Vetter des Magisters
  - Soll die Jungfer Luischen heiraten
- Frau Bettelsackin
  - Sammelt Geld im Sinne des Pietismus
- Frau Ehrlichin/-en
  - Eine bürgerliche Frau
  - Verspottet die religiöse Leichtgläubigkeit der Frau Glaubeleicht und ihrer Bethschwestern
  - Steht für die typisierte geschlechtsspezifische Rollenverteilung
- Bethschwestern der Frau Glaubeleichtin
  - Frau Zanckenheimin
  - Frau Seuffzerin
- Der Advokat
- Jacob
  - Ein pietistischer Buchverkäufer

### Die Besonderheit der Mutterrolle
In der Aufklärungskomödie übernimmt die Figur der Mutter eine bedeutende Rolle. Hierbei tritt sie zumeist ohne einen Ehemann auf, wie es auch in der Pietisterey der Fall ist. Oft sind Mütter Repräsentantinnen verschiedener Laster, wie beispielsweise der Dummheit oder des Aberglauben. Zentral in der Kritik dieser Figuren ist ihre Unvernunft. Sie lesen entweder gar nicht oder lediglich die falschen Bücher. Solche sind im Werk die pietistischen Bücher der Frau Glaubeleichtin. Durch ihre starke Abhängigkeit vom Glauben, vernachlässigt sie hauswirtschaftliche Aufgaben und die Erziehung ihrer Kinder. Gegenüber diesen verhält sie sich kalt und autoritär. Durch ihr Versagen bezüglich der Verheiratung ihrer Tochter, stellt sie den Kontrast zu einer aufgeklärten Frau dar. Doch bemerken tut sie ihre Fehler zunächst nicht, da sie sich stur und unbelehrbar zeigt. Weiterhin zeigt sie hysterische Verhaltensweisen, was zu ihrer Verspottung beiträgt.
Die negative Rolle der Mutter war zu Zeiten der Aufklärung nicht unüblich. Die bürgerliche Frau sollte ihre Kinder beispielsweise selbst stillen und nicht, wie das lasterhafte Adel, eine Amme hierzu anstellen. Weiterhin kritisiert wurde die Nachlässigkeit und Gleichgültigkeit der Mütter, und auch der Väter, gegenüber der Erziehung ihrer Kinder. Im Gegensatz dazu gab es jedoch auch positive Bilder von Müttern, welche die klassischen Rollen der Mutter und des Vaters in Frage stellten. Die Kinder treten hier in den Fokus des Diskurses. Im Werk ist es besonders die jüngere Tochter Luischen, was typisch war, welche sich durch besonders tugendhafte Züge auszeichnet. Die Rollen der Generationen werden umgedreht. Während die Mütter lasterhafte Züge aufweisen, zeigen die jungen Frauen (Töchter) tugendhafte Verhaltensweisen und repräsentieren somit die Hoffnung auf Besserung in der weiblichen Jugend. Allerdings wird dieses Bild der Frauen in folgenden Epochen, wie Sturm und Drang, wieder verworfen, da es zu einer katastrophalen Umsetzung der weiblichen Tugendhaftigkeit kommt.

## Hintergrund: Die satirische Typenkomödie

### Allgemeines
Ziel aller Vorschriften und Regeln Johann Christoph Gottscheds war es, die deutsche Komödie auf europäisches Niveau zu heben; seine Frau verfolgte mit ihrem Werk grundsätzlich denselben Anspruch. So wurde die sächsische Typenkomödie die deutsche Spielart einer europäischen, satirischen Komödienform; anfänglich wurden ausländische Texte übersetzt. So ist die „Pietisterey“ die Bearbeitung des Lustspiels La Femme docteur ou la théologie janséniste tombée en quenouille des französischen Dichters Guillaume-Hyacinthe Bougeant, aber auch alle anderen Komödiendichter (darunter Johann Elias Schlegel und Gottsched selbst) waren zugleich Komödienübersetzer. Es ging den Übersetzern allerdings nicht um eine wortgetreue Wiedergabe der Originaltexte; vielmehr wurden Eindeutschungen hergestellt, d. h. Namen, Motive und Handlungsstränge an deutsche Verhältnisse angepasst.
Doch trotz der textnahen Übersetzung des französischen Werks ins Deutsche lassen sich Abweichungen finden, welche von Luise Gottsched eingefügt wurden. Sie war es beispielsweise, welche die Figur Frau Ehrlichen in die Geschichte einfügte. Diese ist eine einfache Bürgerin und soll die vorherrschenden Geschlechternorme zur Zeit der Aufklärung repräsentieren und konnte einigen Diskussionen mit ihrem scharfen Verstand und ihrer Rechtschaffenheit beiwohnen, wodurch sie die Frauen über die Scheinheiligkeit des Magisters aufzuklären versucht und in ihre Rolle der Frau zurückzudrängen vermag. Ein weiterer Unterschied zum Originalwerk ist, dass in diesem eine Verspottung des französischen Jansenismus stattfindet und der Schauplatz daher Paris war. Weitere Unterschiede lassen sich zuletzt auch in der Gestaltung des vierten Akts der beiden Werke feststellen.
Strukturell hielt sich Luise Gottsched mit ihrem Werk an die Vorgaben ihres Mannes. Wie Johann Christoph Gottsched es forderte, verfügt es über fünf Akte, eine Einheit von Zeit, Raum und Handlung, umfasst ausformulierte Dialoge und verzichtet (größtenteils) auf die Verwendung grober Ausdrücke und die Darstellung von Sexualität. Auch auf inhaltlicher Ebene zeigt sich eine Orientierung an Gottscheds Interessen. Dieser sah den Sinn eines Dramas, ob Tragödie oder Komödie, in ihrem Beitrag zur moralischen Besserung der Menschen. Bei der Komödie umfasst dies die Darstellung der typischen Torheiten der Menschen in den Figuren. Diese sollten dementsprechend typische Charakterzüge aufweisen und erhielten, wie auch in Luises Werk, sprechende Namen. Vor allem die Hauptfigur sollte am Ende des Werks eine moralische Besserung erreicht haben bzw. Erkenntnis über ihre Torheit erlangt und den Weg der Besserung beschreiten wollen. Diese Entwicklung lässt sich im Werk bei der Hauptfigur Frau Glaubeleichtin beobachten.

### Struktur
Legt man die (umstrittene) Terminologie von Horst Steinmetz zu Grunde, handelt es sich um eine „binomische Komödie“: Diese geht von einem gestörten Verhältnis zwischen lasterhaftem Typ und vernünftiger Umwelt aus. Grund dafür ist einerseits ein individueller Fehler des Helden (im Falle der „Pietisterey“ der Heldin, nämlich der Frau Glaubeleichtin), andererseits aber auch ein allgemeinerer gesellschaftlich-moralischer Missstand. Dieser wiederum wird durch eine bestimmte Person (hier: durch den Magister Scheinfromm) bzw. von einer Personengruppe (den Pietisten) repräsentiert. Der Held ist aufgrund der Machenschaften dieser Personen, die oftmals Verbrecher sind, deren Opfer, zugleich aber auch Opfer des allgemeinen Missstandes.
Somit ergänzen sich in der satirischen Typenkomödie persönliches und allgemeines Versagen.

### Sprachlich-dramaturgische Gestaltung
Das Werk ist eine Prosakomödie und in einer Art der Umgangssprache verfasst. Es enthält zahlreiche Dialoge, Ausrufe, Ellipsen und auch einige Kraftausdrücke, welche sowohl von tugendhaften als auch lasterhaften Charakteren verwendet werden. Die Ausdrucksweise letzterer ist jedoch zusätzlich durch ihre pietistisch-mystische Färbung definiert. Weiterhin besteht im Werk ein Kontrast zwischen barocken Stilformen und denen der frühen Aufklärung. Dieser zeichnet sich vor allem in den gehobenen Ausdrucksweisen des Herrn von Muckersdorff im Vergleich zu der einfachen Sprache der Frau Ehrlichen, welche zudem einen dialektalen Einfluss enthält. Hiermit stellt sich die Gottschedin beabsichtigt gegen die Strukturen ihres Mannes. Weitere Verstöße stellen, auf sprachlicher Ebene, das Beiseite-Sprechen und die umfassenden Bücherlisten im Werk dar.

## Gesellschaftliche und religiöse Hintergründe

### Die Bedeutung der Religion im Werk
Die Komödie beschäftigt sich vor allem mit der, zur Zeit vorherrschenden, protestantischen Frömmigkeitsbewegung des Pietismus. Die Abhängigkeit der Anhänger von ihrem Glauben wird im Werk satirisch kritisiert. Aufgrund der Verspottung einer damals großen religiösen Bewegung zeigen sich bereits im Vorwort Ängste bezüglich der Veröffentlichung des Werks, welche dann auch große Aufregung erzeugt, sodass der Verkauf teilweise sogar verboten wird. Aufgeführt wird die Komödie nie. Einige hielten sogar den Hamburger Pastor Erdmann Neumeister für den Verfasser, welcher sich bereits in der Vergangenheit gegen den Pietismus gestellt hatte, weshalb dieser auch nach dem Erscheinen des Werks (durch eingeworfene Fenster) bestraft wurde.
Kern der Komödie ist folgende theologischer Debatte: Die gläubige Hauptfigur Frau Glaubeleichtin möchte mit ihren Bethschwestern ein Buch veröffentlichen und darin zunächst den pietistisch zentralen Begriff der Wiedergeburt definieren, wobei sie in eine Diskussion geraten. In diesem Moment betritt Magister Scheinfromm die Szene und versucht zu vermitteln. Den Vorschlag der Frau Glaubeleichtin ein Zitat des August Hermann Francke zu veröffentlichen, befindet er für sinnvoll. Im Gegensatz zu seinen einläutenden Äußerungen, stellt sich jedoch mit der Zeit heraus, dass er nicht so belesen ist, wie er tut. Seine Ungewissheit überdeckt er hierbei, wie auch die Frauen, mit geschwollenen Redeweisen. Diese kennzeichnen im gesamten Werk pietistische Äußerungen. Als der Magister nun aber davon erfährt, dass die Frauen planen ihre Diskussion und Gespräche zu veröffentlichen, zeigt er ihnen sofort ihre Grenzen auf.

### Typisierte Geschlechternorme im Werk
Der Grund, weshalb der Magister es für lächerlich hält, dass die Frauen ihre Diskussion veröffentlichen, sind die vorherrschenden Geschlechternorme der frühen Aufklärungszeit. Die Gelehrsamkeit der Männer durfte öffentlich dargestellt werden, während die der Frauen dem privaten Bereich zugeschrieben wurde. Die Rolle der Frau war bereits durch die Einflüsse der Vergangenheit festgeschrieben. Ihre Aufgabe bestand darin Gattin und Mutter zu sein. Auf das Lesen sollte sie weitestgehend verzichten, solange dies dem Mann keinen Nutzen bringen kann. Auf diese Weise wird verhindert, dass sie eine Art der Wissbegier und Neugier bezüglich Bildung entwickeln kann. Auch die pietistische Bewegung wurde zu großen Teilen von Frauen vorangetrieben, was die Verspottung der weiblichen Gelehrsamkeit, wie sie im Werk stattfindet, unterstreicht. Da jener Umstand in der Komödie jedoch kritisiert werden soll, verweisen einige Textstellen auf gesellschaftskritische Einwände bezüglich dessen. Die Unwissenheit des Magisters in der Diskussion und die Ähnlichkeit seines Verhaltens zu dem der Frauen, stellt einen solchen kritischen Verweis dar. Die Figur der Frau Ehrlichen hingegen spricht sich offen gegen die weibliche Gelehrsamkeit aus und empfiehlt auch den Frauen im Werk sich ihrer Rolle als Frau anzupassen. Sie unterstellt ihnen für die Teilhabe an einem theologischen Disput ungeeignet zu sein und verspottet sie. Mit diesem Verhalten repräsentiert sie die vorherrschenden Geschlechternorme, die dem Werk zugrunde liegen.